# Synopeas csoszi
Synopeas csoszi (лат.) — вид платигастроидных наездников из семейства Platygastridae. Папуа (остров Новая Гвинея).

## Описание
Мелкие перепончатокрылые насекомые коричневого цвета, ноги светлее. Длина 1,7—2,3 мм. Отличается по необычайной длине второго сегмента метасомы, который длиннее головы и мезосомы вместе взятых. Метасома узкая спереди, расширяется кзади и становится шире остального тела на стыке 2-го и 3-го сегментов метасомы. Форма скапуса усиков необычно расширена дистально, образуя булаву, а затем сужается в узко изогнутую вершину. Предположительно, как и близкие виды, паразитоиды двукрылых насекомых галлиц. Вид был впервые описан в 2004 году датским энтомологом Петером Н. Булем (Peter Neerup Buhl), а его валидный статус подтверждён в ходе ревизии, проведённой в 2021 году немецким энтомологом Jessica Awad (State Museum of Natural History Stuttgart, Штутгарт, Германия).